# Aloe vulcanica
Aloe vulcanica é uma espécie de liliopsida do gênero Aloe, pertencente à família Asphodelaceae.